# Acte de notoriété
Un acte de notoriété est un « document par lequel un officier public recueille des témoignages en vue d'établir une circonstance ou un fait matériel qu'un grand nombre de personnes ont pu constater, dont ils ont pu avoir connaissance ou qui leur ont semblé avérés. » C'est la preuve par la « commune renommée ». L'acte de notoriété est ainsi utilisé en matière de filiation.

## En droit des successions
En France, lors du règlement d'une succession, plusieurs actes sont rédigés. L’acte de notoriété est le premier de ces actes. Il établit la dévolution successorale, c'est-à-dire qu’il constate quels sont les différents ayants droit (héritiers) à la succession.
Cet acte est établi par un notaire, à partir de différentes pièces : livret de famille et actes d'état civil.
Auparavant, le greffier en chef du tribunal d'instance du lieu d'ouverture de la succession pouvait rédiger un tel acte, mais depuis la loi relative à la simplification du droit du 20 décembre 2007, seul le notaire est compétent (suppression du deuxième alinéa).
Un certificat d'hérédité est une attestation dévolutive simplifiée, qui peut :
- être délivrée en mairie, lorsque l'actif successoral n'excède pas 5 335 euros[3] (certaines mairies délivrent encore ce document, d'autres s'y refusent).
- être délivrée par le notaire en cas d'urgence, par exemple pour débloquer un compte bancaire ou transférer une carte grise, lorsque tous les éléments ou les signatures nécessaires pour établir l'acte de notoriété ne peuvent être rassemblés immédiatement[réf. souhaitée].